# Íria de Tomar
|  | Per a altres significats, vegeu «Santa Irene». |

Íria o Irene de Tomar (Tomar, Portugal ca. 635 - 653) fou una jove màrtir portuguesa d'època visigoda. La llegenda de la seva vida és una narració pietosa, sense versemblança. És venerada com a santa per l'Església catòlica.

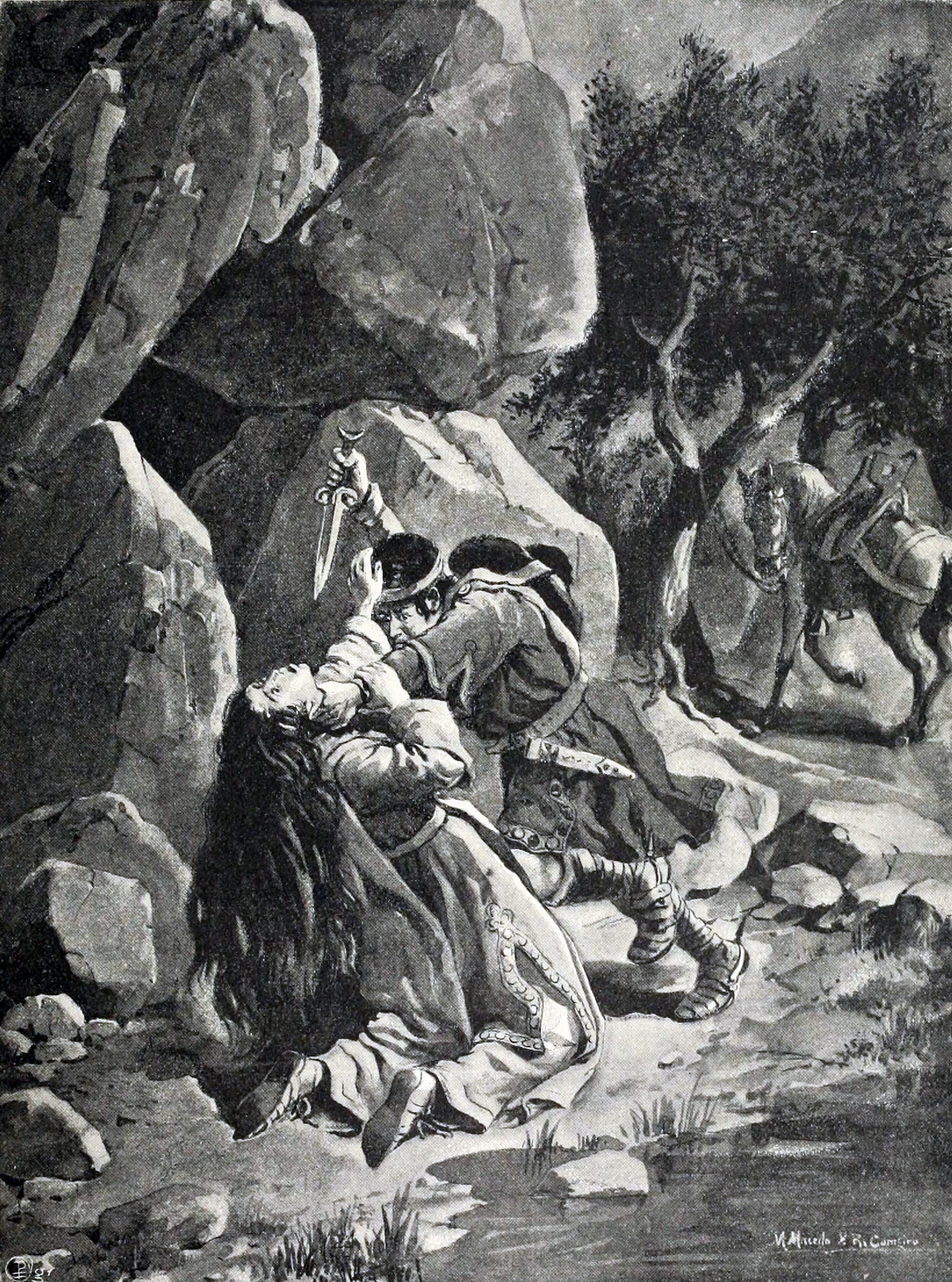
L'assassinat d'Íria, litografia d'Alfredo Roque Gameiro i Manuel Macedo, 1904.

## Llegenda
Íria va néixer a Nabância, vora l'actual Tomar (Portugal), en el si d'una família important; els seus pares, volent afavorir-la, la van enviar a una escola monàstica amb un tutor particular. La noia, molt devota, només deixava la casa per anar a sentir missa o pregar al santuari de Sant Pere. Un jove noble anomenat Britald la va veure en una d'aquestes estades a l'església i se n'enamorà. Cada cop que ella anava a missa, ell la seguia només per veure-la, fins que s'hi adreçà i li proposà de festejar-la. Íria, que volia consagrar-se a Déu, li digué que mai no es casaria amb ell, i Britald, deprimit per la negativa, caigué malalt.
Mentrestant, el tutor, el monjo Remigi, també se n'havia enamorat i volia seduir-la, però en ésser refusat, volgué venjar-se i va començar a malparlar d'ella, dient que era impura i que sabia que havia de tenir un fill en poc temps (una versió de la llegenda diu que li donà un beuratge que va provocar en la noia els mateixos símptomes que si estigués embarassada). El rumor s'estengué per la ciutat i Britald el sentí, creient-lo; enrabiat per la negativa que li havia fet a ell, va contractar un sicari per matar-la: mentre Íria tornava de visitar un malalt, l'assassí la matà d'un cop d'espasa.

### Llegenda del sepulcre
El cos de la noia fou llençat al riu Nabão, que el portà fins al riu Zêzere i aquest fins al Tajo, que dugué el cos fins a la ribera de Scalabris, l'actual Santarém. L'abat del monestir on havia viscut Irene, que era oncle seu, va tenir una visió que li revelava on era el cos de la noia: s'hi adreçà amb una gran processó de gent. En arribar al lloc, les aigües baixaren miraculosament i mostraren el terra sec, on hi havia un sepulcre, obra divina, on hi havia la noia morta. Pogueren comprovar que la noia no estava embarassada i que havia estat víctima d'una calúmnia i intentaren treure'n el cos per sebollir-lo a terra, però no pogueren: el cos no es deixava moure. Veient que no era voluntat divina treure'l, en prengueren algunes relíquies (cabelle, part de la roba...) i marxaren, veient com el riu tornava a cobrir el sepulcre.
Una variant diu que fou segles després, quan els musulmans havien estat expulsats de Portugal, al segle XII, quan va reaparèixer miraculosament durant una baixada de les aigües del riu: era incorrupte i encara rajant sang.

## Veneració
Començà a retre-s'hi culte a la santa: el culte fou tan popular que aviat el lloc canvià de nom i avui és Santarém, topònim que deriva de Santa Irene, i lloc d'on la santa és la patrona.
Sembla que, en realitat, havia estat sebollida vora el riu, on després s'aixecà l'església de Santa Iria a Antiga i la de Santa Iria a Pequena, meta de pelegrinatges. La tomba, però, es va perdre.
El 20 d'octubre de 1320, la reina Santa Elisabet d'Aragó, esposa de Dionís I de Portugal i que era molt devota de Santa Íria, visità Santarém. Dionís va fer fer un padró al lloc on es deia que hi havia el sepulcre, al riu, en pedra i cal. La reina, mentrestant, va dipositar unes relíquies de la santa en la capella de l'església de Santa Iria a Grande. El padró es va perdre en alguna crescuda del riu i en 1535 s'hi col·locà un altre, refet en 1644, que és l'actual.